# Naugatuck
Naugatuck is een plaats (borough) in de Amerikaanse staat Connecticut, en valt bestuurlijk gezien onder New Haven County.

## Demografie
Bij de volkstelling in 2000 werd het aantal inwoners vastgesteld op 30.989.
In 2006 is het aantal inwoners door het United States Census Bureau geschat op 31.872, een stijging van 883 (2.8%).

## Geografie
Volgens het United States Census Bureau beslaat de plaats een oppervlakte van
42,6 km², waarvan 42,4 km² land en 0,2 km² water. Naugatuck ligt op ongeveer 123 m boven zeeniveau.

## Plaatsen in de nabije omgeving
De onderstaande figuur toont nabijgelegen 'incorporated' en 'census-designated' plaatsen in een straal van 24 km rond Naugatuck.